# روبرت ك. لوغان
روبرت ك. لوغان (بالإنجليزية: Robert K. Logan) هو فيزيائي أمريكي، ولد في 31 أغسطس 1939 في الولايات المتحدة.